# Get Busy
Get Busy – singiel Seana Paula, pochodzi z albumu Dutty Rock z 2002 roku.